# Òscar López Hernández
Òscar López Hernández (Cerdanyola del Vallès, 11 de maig de 1980) és un futbolista català retirat, que ocupava la posició de defensa.

## Trajectòria
Format al planter del FC Barcelona, hi va passar pels equips C i B de l'entitat blaugrana. Debuta amb el primer equip el 25 de maig de 2003 davant el Recreativo de Huelva, disputant altres set partits entre eixa temporada i la posterior. També hi va participar en un encontre de la Copa de la UEFA.
No arriba a consolidar-se al primer equip del Barcelona i és cedit a la SS Lazio per jugar la Serie A italiana 04/05, on va disputar 14 partits a la lliga, dues a la copa i tres més a la Lliga de Campions.
L'any següent retorna a la competició espanyola per ser cedit de nou, ara al Reial Betis. Al conjunt sevillà hi disputa 18 partits de lliga i participa també a competicions europees. L'estiu del 2006 la cessió es transforma en traspàs, però no aconseguí un lloc titular al Betis. El gener del 2007 serà cedit per sis mesos al Nàstic de Tarragona, on pateix una seriosa lesió que el manté fora dels terrenys de joc quasi un any. Després d'un any i mig, el juliol de 2008 retorna a la disciplina bètica, però al no comptar i no trobar equip, no és registrat a la competició. A principis del 2010 va fitxar pel CD Numancia.